# Jilava, Ilfov
Jilava (în trecut, Jilava-Mierlari) este o comună în județul Ilfov, Muntenia, România, formată numai din satul de reședință cu același nume. Comuna a devenit notorie datorită penitenciarului Jilava (nume oficial - Penitenciarul București) care a fost folosit de diferitele guverne românești pentru încarcerarea deținuților politici, precum și din cauza a două masacre comise aici de către legionari: cel săvârșit în noiembrie 1940 chiar în penitenciar contra unor politicieni antilegionari, precum și cel din pădurea Jilava, din ianuarie 1941, ale cărui victime au fost evrei aduși din București ca parte a pogromulului din timpul rebeliunii Gărzii de Fier.
Comuna se află amplasată la sud de București, de-a lungul șoselei DN5 și al căii ferate ce leagă Bucureștiul de Giurgiu.

## Geografie
Comuna este traversată de șoseaua națională DN5, care leagă Bucureștiul de Giurgiu. La Jilava, DN5 se intersectează cu șoseaua de centură a Bucureștiului. Prin comună trece și calea ferată București–Giurgiu.
Comuna Jilava are coordonatele geografice: 44°19′58″ latitudine nordică și 26°4′41″ longitudine estică. Suprafața comunei este de 2830 ha, din care 330 ha sunt ocupate de vatra satului, iar restul reprezintă teren arabil — 2026 ha și nearabil — 474 ha.
Comuna Jilava s-a format prin contopirea a trei sate: Jilava, Mierlari și Odăile. Satul Jilava, cel mai mare dintre cele trei, era alcătuit la rândul său din patru cătune: Români, Ungureni, Sârbi și Țigănie. Din punct de vedere etnic, populația comunei cuprinde trei grupe: români, bulgari și romi. O parte a populației românești este băștinașă, în timp ce o altă parte este originară din Transilvania. Românii ardeleni au venit în a doua jumătate a secolului al XVIII-lea și în prima jumătate a secolului al XIX-lea. Bulgarii au venit în mai multe valuri: 1806-1812, 1828-1834 și 1876. Locuitorii romi sunt urmașii robilor care aparțineau marilor boieri stăpânitori ai acestor locuri.

## Demografie
Componența etnică a comunei Jilava
     Români (67,25%)
     Romi (6,04%)
     Alte etnii (0,43%)
     Necunoscută (26,27%)
Componența confesională a comunei Jilava
     Ortodocși (70,51%)
     Alte religii (2,38%)
     Necunoscută (27,1%)
Conform recensământului efectuat în 2021, populația comunei Jilava se ridică la 10.611 locuitori, în scădere față de recensământul anterior din 2011, când fuseseră înregistrați 12.223 de locuitori. Majoritatea locuitorilor sunt români (67,25%), cu o minoritate de romi (6,04%), iar pentru 26,27% nu se cunoaște apartenența etnică. Din punct de vedere confesional, majoritatea locuitorilor sunt ortodocși (70,51%), iar pentru 27,1% nu se cunoaște apartenența confesională.

## Politică și administrație
Comuna Jilava este administrată de un primar și un consiliu local compus din 17 consilieri. Primarul, Petre Ilie Elefterie[*], de la Partidul Național Liberal, este în funcție din iunie 2017. Începând cu alegerile locale din 2024, consiliul local are următoarea componență pe partide politice:
|  | Partid                          | Consilieri | Componența Consiliului | Componența Consiliului | Componența Consiliului | Componența Consiliului | Componența Consiliului | Componența Consiliului | Componența Consiliului |
|  | ------------------------------- | ---------- | ---------------------- | ---------------------- | ---------------------- | ---------------------- | ---------------------- | ---------------------- | ---------------------- |
|  | Partidul Național Liberal       | 7          |                        |                        |                        |                        |                        |                        |                        |
|  | Partidul Social Democrat        | 7          |                        |                        |                        |                        |                        |                        |                        |
|  | Partidul Mișcarea Populară      | 1          |                        |                        |                        |                        |                        |                        |                        |
|  | Alianța pentru Unirea Românilor | 1          |                        |                        |                        |                        |                        |                        |                        |
|  | Partidul S.O.S. România         | 1          |                        |                        |                        |                        |                        |                        |                        |

## Economie
Ocupația principală a locuitorilor comunei Jilava a fost și este agricultura, porumbul, grâul, meiul fiind principalele plante cultivate. După 1921, jilăvenii au început să practice legumicultura, care a luat o extindere considerabilă începând cu deceniul șapte când s-au introdus culturile protejate cu solarii, fapt ce a permis realizarea mai multor culturi într-un singur an pe același teren. Culturile legumicole cele mai des întâlnite sunt cele de roșii, varză, ardei, vinete, salată și castraveți.
Apropierea de capitala țării, București, a adus în comuna Jilava și unități industriale. În perioada interbelică funcționau trei fabrici : Bumbăcăria Românească Jilava, Fabrica de cărămidă și Fabrica de cauciuc Mira. În anii regimului comunist cele trei unități au fost extinse și modernizate (Fabrica de cauciuc transformându-se în Combinatul de Articole Tehnice din Cauciuc Jilava) și au luat naștere noi unități: Întreprinderea de Prefabricate din Beton Progresu, Întreprinderea de Bunuri de Consum de Cauciuc Jilava, Tăbăcăria Minerală Jilava, Trustul de Mecanizare București ș.a. Aceste unități au absorbit o parte însemnată din forța de muncă a localității. După 1989, aceste unități au fost reorganizate, o mare parte a jilăvenilor salariați ai lor ajungând șomeri și reorientându-se din nou spre agricultură.

## Istorie
Comuna Jilava are o istorie milenară. Cercetările arheologice din în anul 1929 au scos la iveală importante vestigii care dovedesc existența unei locuiri umane în această zonă cu peste 2000 de ani e.v. (aparțin culturii de tip “Gumelnița B”).
Au fost descoperite și două morminte datând din sec III-IV pe care specialiștii le-au identificat ca aparținând dacilor liberi sau sarmaților și unul din secolul al XI-lea, al unui călăreț cu cal care, judecând după inventar (un vârf de lance, o zăbală de fier), nu aparținea autohtonilor, ci unui peceneg.
Cel mai vechi document cunoscut până acum care atestă existența Jilavei a fost emis la București în iunie 1716 prin care „popa Radu de la Jilava vinde logofătului Matei Fărcășanu o casă cu loc și grădină”. Dintr-un alt document emis 6 ani mai târziu tot la București, și în care este pomenit același „popa Radu de la Jilava”, reiese că satul aparținea logofătului Constantin II. După aceste izvoare, satul Jilava a luat ființă în timpul domniei lui Constantin Brâncoveanu (1688-1714).
Inițial, satele Jilava și Mierlari erau așezate pe malurile Sabarului. Tot acolo se afla și o biserică ale cărei urme se mai vedeau încă înainte de cel de al Doilea Război Mondial. Tradiția spune că apele Sabarului s-au revărsat și au înecat satul, așa că locuitorii au fost nevoiți să se mute pe locurile mai înalte. Posibil că acest eveniment s-a petrecut la începutul secolului al XIX-lea, prin anii 1815-1831, când a fost ctitorită actuala biserică de la Jilava și s-au așezat în sat un mare număr de „ungureni” veniți din Ardeal.
În momentul adoptării legii rurale din 14 august 1864, proprietara moșiei Jilava era Eufrosina Ghica, iar proprietarul moșiei Odăile-Mierlari era Costache Crețulescu. Din moșia Eufrosinei Ghica au fost expropriate 1438 pogoane și 22 prăjini, cu care au fost împroprietăriți 200 de țărani. Din moșia lui Costache Crețulescu au fost expropriate 837 pogoane și 23 prăjini cu care au fost împroprietăriți 101 săteni.
Contopirea celor 3 sate a avut loc în urma Legii pentru organizarea comunelor rurale și urbane adoptată în 1864. În „Tabloul comunelor rurale din România la 1864” este menționată pentru prima dată comuna Jilava-Mierlari din plasa Sabar, județul Ilfov. Comuna este menționată și un an mai târziu ca fiind alcătuită din cătunele Jilava, Mierlari și Odăile, având în total 285 de case, două biserici și o populație de 328 de familii. „Jilava: sat în județul Ilfov, plasa Sabaru; formează comună cu cătunele Mierlari și Odăi; are 1640 locuitori; este stație a drumului de fier; aici se țin anual două bâlciuri - unul în Duminica Mare, celălalt pe 21 iulie”.

### Răscoalele din1888și1907

#### Răscoala din 1888
La răscoala din 1888, sub conducerea învățătorului Dimitrie Manolescu, țăranii jilăveni l-au alungat pe primar și pe consilieri, au luat cheile primăriei și au încuiat ușa. Reprimarea răscoalei a fost brutală: „Guvernul a trimis pe colonelul Vartiadi în fruntea soldățimii ca să dea gloanțe acelor ce cereau pământ. La Jilava, la Copăceni, la Greci la Grădiștea, la Crețești, în multe și multe sate, armata s-a purtat cu românii mai rău decât cu turcu la Plevna; oamenii au fost bătuți, schingiuiți, uciși, femeile au fost necinstite, casele prădate ca în vremea zaverei. Își luaseră oamenii lumea în cap și rătăceau pe drumuri…” Conducătorii răscoalei au fost arestați și duși la Domnești unde au fost crunt bătuți de soldați în timp ce ofițerii strigau ”Dați-i pământ, dați-i mai mult, ca pentru 6 boi”. Comandantul detașamentului din Vidra care vizitase comuna pe data de 9 aprilie 1888 raportează că „sătenii ieșiseră de două zile la munca câmpului”.

#### Răscoala din 1907
Izbucnită în nordul Moldovei la 8 februarie, Răscoala din 1907 s-a propagat cu repeziciune. În zilele de 11-12 martie frământările și agitațiile au cuprins majoritatea comunelor din județul Ilfov. O patrulă de recunoaștere trimisă la Jilava a găsit „vreo 300 de țărani care se agitau și a căror intenție nu se cunoaște.” Pentru a împiedica izbucnirea răscoalei au fost trimise la Jilava trupe din Regimentul 10 artilerie. Datorită măsurilor luate de autorități și apropierii de Capitală, țăranii din Jilava nu s-au răsculat, așa cum reiese dintr-un raport al prefectului de Ilfov către ministrul de interne, în care se spunea că „nu s-au semnalat nicăieri incidente serioase în tot județul.”

### Secolul al XX-lea
La începutul secolului al XX-lea, comuna Jilava-Mierlari avea 3178 ha și 1807 locuitori, ce trăiau în 457 de case. Comuna era arondată plășii Sabarul și era formată din satele Jilava, Mierlari și Odăile. În comună funcționau două școli — una de băieți și una de fete; o moară de apă și două biserici (una în Jilava și una în Mierlari). Existau atunci aflau doi mari proprietari de pământuri: Petrovici Armis, care stăpânea 1596 ha și George Diamandi, care stăpânea 500 ha. Țăranii stăpâneau 1082 ha. Locuitorii împroprietăriți erau în număr de 149, iar cei neîmproprietăriți 287. Comuna avea două școli, una la Jilava, cu 23 elevi și una la Mierlari, cu 10 elevi, două biserici, la Jilava și la Mierlari; o bancă populară, o moară cu benzină, un oficiu poștal, o infirmerie și 8 cârciumi.
În anul 1908 comuna Jilava a primit în compunerea sa încă 2 sate, Belu și Progresu (ultimele două sate vor forma, începând cu 1 aprilie 1914 o comună separată numită Șerban Vodă), cu o populație de 7432 locuitorii din care 3944 bărbați și 3488 femei și a fost inclusă în plasa Vidra.

#### Primul Război Mondial
În timpul ocupației militare germane, în Primul Război Mondial, populația comunei a fost supusă la o exploatare brutală, fapt ce a dat naștere la diverse forme de împotrivire. Comuna a fost amendată cu suma de 1.300 lei pentru că în apropierea ei „liniile telefonice au fost deteriorate în mod intenționat de persoane necunoscute.” O altă formă de rezistență era refuzul de a munci în folosul ocupanților. Astfel la 10 octombrie 1917, administrația plășii Vidra informa prefectura județului Ilfov că țăranii comunei Jilava refuză de a munci la câmp în folosul trupelor de ocupație germane.

#### Perioada interbelică
În 1925, comuna este consemnată ca făcând parte din plasa Vidra a județului Ilfov, cu satele Jilava, Mierlari și Odăile și 2762 de locuitori.
În perioada interbelică locuitorii comunei Jilava încep să practice pe scară mai largă legumicultura și creșterea vitelor, fapt ce le-a permis o îmbunătățire a condițiilor de trai. Numărul vacilor a crescut de la 150 în 1901 la 785 în 1920.
La reforma agrară - prin Legea nr.82 din 17 iulie 1921 - s-au expropriat 1054 ha și 22 arii din proprietatea Alexandrinei G. Florescu, cu care s-au împroprietărit 376 de locuitori pe 855 ha. și 50 arii, s-a rezervat ca islaz 107 ha. și 17 arii, iar restul s-a afectat pentru rezerve de interes obștesc.
Și-au făcut apariția primele unități industriale: Bumbăcăria Românească Jilava, Fabrica de cauciuc Mira, Fabrica de cărămidă. De asemenea, funcționau în Jilava două mori, trei măcelarii și o brutărie și sediul băncii populare „Sabarul”.

#### Al Doilea Război Mondial
În primăvara anului 1940 s-au rechiziționat 679 de cai, 129 de căruțe și 247 de hamuri. Au venit mai multe familii de refugiați (alte familii vor veni în 1944). În total, la Jilava s-au așezat 27 de familii numărând 55 de persoane.
În noiembrie 1940, legionarii au masacrat 64 de deținuți politici la Închisoarea Militară Jilava.
În timpul rebeliunii legionare din 21-23 ianuarie 1941 au fost uciși în pădurea de la Jilava 83 evrei și comunistul Constantin David, aduși de la București. Tot în timpul rebeliunii a fost ucis sergentul major Ioan V. Dumitru din Regimentul 4 infanterie.
După izbucnirea războiului, în pădurea Jilava germanii au înființat un lagăr de prizonieri sovietici.
În ziua de 24 august 1944 pe șoseaua Jilava-Sintești a avut loc un schimb de focuri între militarii germani și români, în urma căruia un soldat român a fost ucis iar altul rănit. A doua zi trupele germane din barăcile de la sud de Jilava au întâmpinat cu foc forțele divizionului de artilerie al Școlii de subofițeri artilerie Mihai Bravu care se îndreptau spre București. Divizionul a instalat tunurile unei baterii în poziție de tragere forțând astfel…să se predea 200 germani…Au fost capturate mai multe mașini și materiale…. Pe data de 26 august între orele 8:00-16:00 o unitate din Regimentul 3 Transmisiuni Aero a dezarmat trupa germană de la barăcile Jilava. În aceste barăci se găsea și o parte din personalul Legației germane din București care a fost arestat și condus la palatul regal din comuna Regele Ferdinand. S-au predat în mâinile românilor 3 ofițeri, 25 subofițeri și 70 de soldați.

#### Perioada postbelică
La 23 martie 1945, guvernul comunist condus de Petru Groza a adoptat o nouă reformă agrară. În comuna Jilava au fost expropriate 356 ha. cu care s-au împroprietărit 584 de oameni din care: 28 văduve de război, 16 invalizi de război, 160 locuitori fără pământ și 380 locuitori cu pământ puțin.
În anul 1949 s-a declanșat procesul de colectivizare a agriculturii. Pământurile aparținând marilor proprietari din Jilava au fost trecute în proprietatea statului, fiind administrate de Gospodăria Agricolă de Stat „30 Decembrie”.
Vechile unități economice au fost extinse si modernizate și au apărut altele noi: Combinatul de Articole Tehnice din Cauciuc Jilava, Întreprinderea de Bunuri de Consum de Cauciuc Jilava, Tăbăcăria Minerală Jilava, Trustul de Mecanizare București, Întreprinderea de Prefabricate din Beton „Progresu”. Mulți jilăveni au renunțat parțial la ocupațiile agricole devenind salariați ai acestor întreprinderi, alții s-au angajat în întreprinderile din Capitală. Acest proces a făcut necesară introducerea unor mijloace de transport care să faciliteze deplasarea spre și dinspre București. S-a realizat electrificarea comunei. S-a îmbunătățit asistența sanitară, analfabetismul a fost lichidat și s-a asigurat tuturor locuri de muncă. În 1950 localitatea Jilava a fost inclusă în zona suburbană a Capitalei. S-au produs schimbări și în ceea ce privește înfățișarea comunei. În anii 1979-1980 au fost construite în zona Combinatului de Cauciuc și a Tăbăcăriei primele blocuri de locuințe. Majoritatea străzilor au fost pietruite și apoi asfaltate.
Din punct de vedere administrativ, comuna a fost inclusă în 1950 în raionul N. Bălcescu al orașului regional București, până în 1968, când a devenit, cu numele de Jilava, comună suburbană a municipiului București (satele ei fiind deja comasate într-unul singur). În 1981, a fost arondată Sectorului Agricol Ilfov, din subordinea municipiului București, sector devenit în 1998 județul Ilfov.
Restructurarea industriei de după 1989 a determinat pe mulți locuitori ai comunei, rămași fără locuri de muncă să revină la vechile ocupații ale părinților lor (agricultura și creșterea animalelor). Legumicultura axată pe producția de piață începe să se practice din nou pe scară largă.

## Monumente istorice

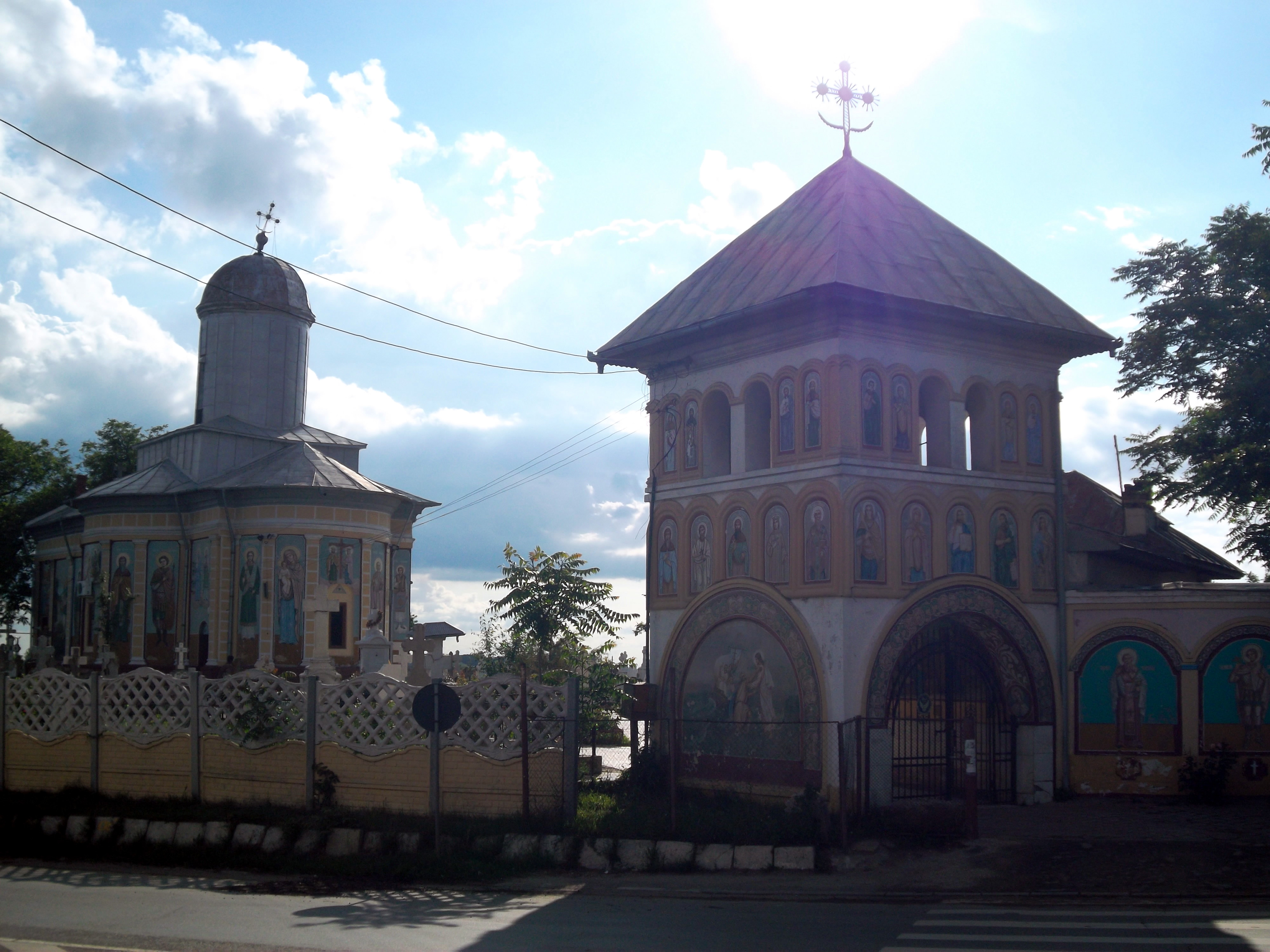
Sfinții Împărați Constantin și Elena

În comuna Jilava se află penitenciarul Jilava, în complexul căruia se află Fortul 13, fostă închisoare de tranzit pentru deținuții politici anticomuniști, astăzi clasificată drept monument istoric de interes național și clasificată drept monument de arhitectură.
În afara acestuia, în comună mai există trei obiective incluse în lista monumentelor istorice din județul Ilfov ca monumente de interes local. Două dintre ele sunt clasificate ca monumente de arhitectură — biserica „Sfinții Împărați Constantin și Elena”, datând din 1817, și biserica „Adormirea Maicii Domnului”, datând din 1843. Un al treilea monument, cișmeaua Radu Vodă din strada Mierlari, este clasificat ca monument de for public.

## Personalități
- Dem I. Dobrescu (n. 1869 – d. octombrie 1948) a fost un jurist român